# سیارک ۸۴۴۳
سیارک ۸۴۴۳ (به انگلیسی: 8443 Svecica، نامگذاری:4343T-3) هشت هزار و چهارصد و چهل و سومین سیارک کشف شده‌است که در ۱۶ اکتبر ۱۹۷۷ کشف شد.
قدر مطلق سیارک برابر ۱۲٫۵۰ است.